# Jean Juraver
Jean Juraver est un écrivain, enseignant, journaliste, historien et poète français né le 4 mai 1945 à Pointe-à-Pitre en Guadeloupe. Il a enseigné en France, en Espagne et en Guadeloupe, et s'est consacré en parallèle à l'écriture de poésies, de contes et d'essais. Il est membre de l'Union des Écrivains, Clan, Alliage et Cime. Depuis le 09 août 2022 une rue porte son nom au sein de la section du quartier Convenance dans la commune de Baie-Mahault. 

## Publications
Poésie
- Le Sang du cactus (poèmes), La Bruyère, Paris, 1984 (OCLC 18088637)
- Dé mo kreyol, Centre international des arts et lettres, Ribemont-sur-Ancre, 1991 (OCLC 463607393)
- Filigrane, recueil de poésie en français, créole et espagnol, Alizés, La Turballe, 2006 (OCLC 470770941)
- Présence antillaise, poème dans l'ouvrage collectif Présence Africaine (1976).
- Nou tout sé moun vini et Le débarcadère. Anthologie de la poésie mornalienne (ouvrage collectif). Morne-à-l'Eau: ALIAGE, 2002: 90-92.

Contes
- Contes créoles, Présence Africaine, Paris, 1985  (ISBN 2-7087-0449-4) (OCLC 15508360)
- Le papillon d'Amidou, conte, illustrations de Françoise Dufour, Les Deux fleuves, Cayenne, 1991 (Adaptation de L'enfant et le papillon, conte de Jean Juraver, publié dans Contes créoles)  (ISBN 2-908677-02-4) (OCLC 28608049)
- « Ti Jan Adiga rivé ni bikan », conte paru dans Bwa pou nou alé. Tèks é jé kréyol pou mèt é zélèv lekol de Sylviane Telchid, Jasor, Pointe-à-Pitre, 2002

Essais
- Anse-Bertrand : une commune de Guadeloupe hier, aujourd'hui, demain, coécrit avec Michel Éclar, Éd. Karthala, Paris, 1992  (ISBN 2-86537-338-X) (OCLC 27035492).
- Visions de la Caraïbe et des Guyanes : cartes postales anciennes, coécrit avec Jacques Adélaïde-Merlande, Gourbeyre : Nestor, 2012 (OCLC 844779291).